# 马杜兰塔卡姆
马杜兰塔卡姆（Maduranthakam），是印度泰米尔纳德邦Kancheepuram县的一个城镇。总人口29100（2001年）。

## 人口
该地2001年总人口29100人，其中男性14605人，女性14495人；0—6岁人口3215人，其中男1630人，女1585人；识字率71.73%，其中男性为79.53%，女性为63.87%。